# Powstanie wielkopolskie (1848)

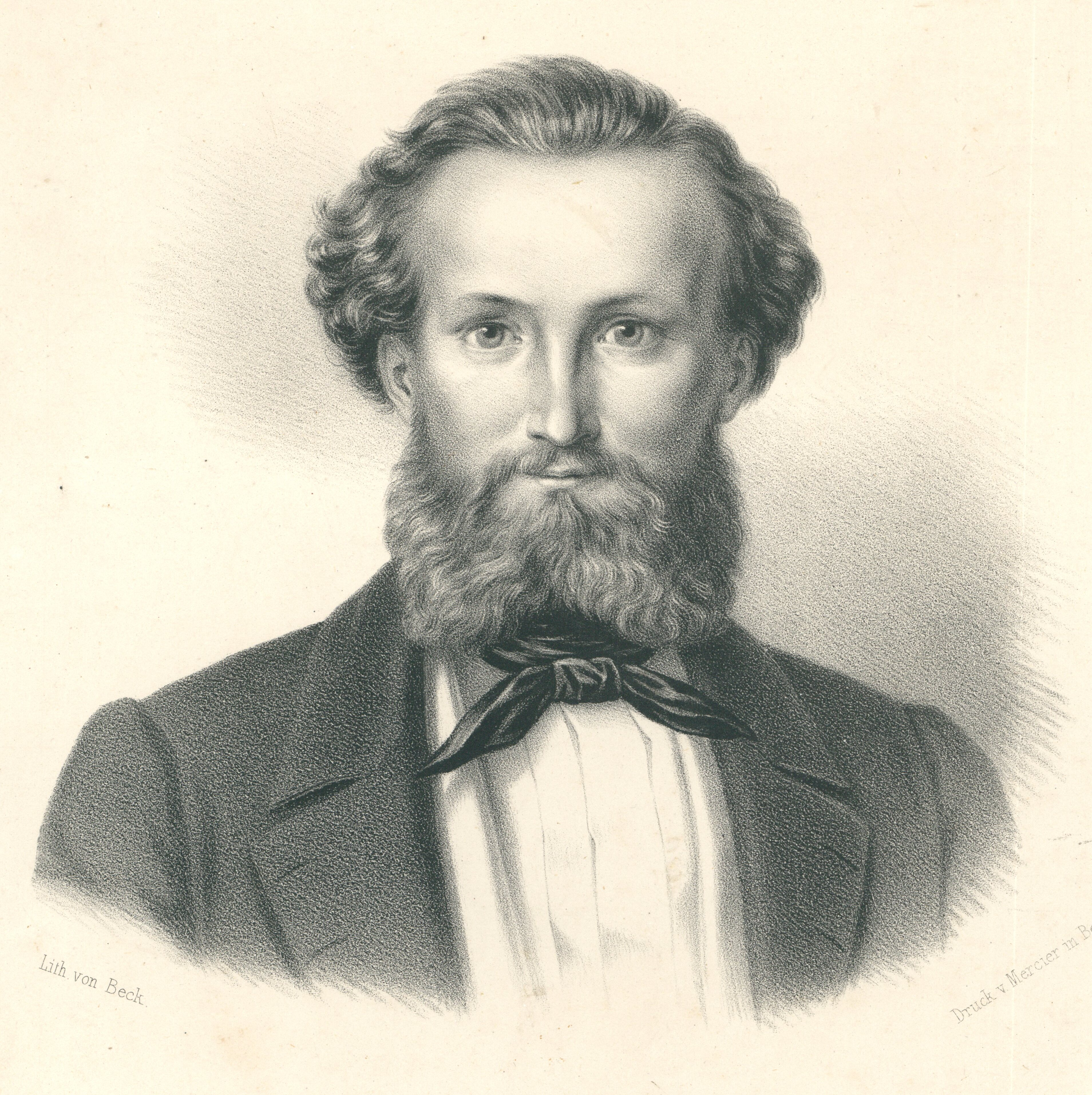
Ludwik Mierosławski

Powstanie wielkopolskie, zwane także powstaniem poznańskim  – powstanie, które wybuchło w Wielkopolsce w 1848 roku, jako  część ogólnopolskiego planu powstania narodowego w czasie europejskiej Wiosny Ludów. 

## Przebieg
Na wieść o berlińskiej rewolucji marcowej utworzono w Poznaniu 20 marca Komitet Narodowy, do którego przyłączyli się wypuszczeni z pruskiego więzienia działacze związani z przygotowaniami powstania w 1846 roku (Ludwik Mierosławski i Karol Libelt). Komitet proklamował niepodległość, odmawiając bezpośredniego wcielenia części Poznańskiego do Królestwa Prus i przystąpił do organizacji sił zbrojnych. Naczelnym wodzem powstania został Ludwik Mierosławski. 
W Komitecie istniały dwa skrzydła: lewe, którego celem było powstanie ludowe i walka przeciw monarchii, oraz prawe, dążące do porozumienia z królem pruskim w zamian za uzyskanie autonomii dla Poznańskiego.
Komitet Narodowy proklamował niepodległość Polski i utworzył wydział wojskowy celem organizacji sił zbrojnych. Obowiązkiem służby wojskowej objęto mężczyzn od 17 do 50 roku życia. Kilka dni później w Poznaniu powstało dwadzieścia siedem ośrodków formowania.
Chłopom za udział w powstaniu obiecano na własność grunty dotąd użytkowane, a bezrolni mieli otrzymać przydziały ziemi, a Wszyscy w ogóle, którzy staną pod bronią i bić się będą za niepodległość Polski, będą mieli pierwsze prawo do urzędów podług zdolności. Powstanie wsparł pułk piechoty liniowej z Poznania, którym dowodził płk Jabłkowski.
W kwietniu niemal w całym Wielkim Księstwie Poznańskim dochodziło do starć lokalnych formacji powstańczych z oddziałami pruskimi (zob. mapka). Jednak 11 kwietnia 1848 Komitet podpisał z przedstawicielem władz pruskich ugodę w Jarosławcu. W zamian za obietnicę autonomii części Poznańskiego zgodzono się na rozwiązanie większości oddziałów powstańczych (kosynierów). Ci ostatni ugodę tę przyjęli jako zdradę, ale większość sił rozwiązano. Prusacy mimo to nie dotrzymali obietnicy i przystąpili do likwidacji sił powstańczych (bitwa pod Książem). W odpowiedzi na to, istniejące jeszcze oddziały polskie stawiły czynny opór i odniosły kilka zwycięstw (pod Miłosławiem i Sokołowem). Mimo to wojska powstańcze uległy rozprzężeniu. 8 maja doszło do podpisania umowy kapitulacyjnej. Wciąż jednak dochodziło do walk na innych obszarach centralnej i zachodniej Wielkopolski: pod Bukiem, Rogalinem i Rogalinkiem oraz pod Doktorowem, zwycięskich jednak dla Prusaków. Ostatecznie główne siły Mierosławskiego złożyły broń 9 maja w Bardzie.

## Kampania północna
Doniesienia o kapitulacji głównych sił powstańczych nie dotarły początkowo na północ Wielkiego Księstwa – na Pałuki. Tam starcia także trwały już od miesiąca (m.in. 5 kwietnia Prusacy wymordowali polskich kawalerzystów pod Łabiszynem). W nocy z 7/8 maja, gdy w Wielkopolsce decydowano o poddaniu się, kosynierzy z okolic Wągrowca, Gołańczy i Szubina, wsparci przez lokalnych powstańców, w krótkiej bitwie zajęli Kcynię. Był to największy sukces powstańczy w tym rejonie. Jednak osamotnione i izolowane od reszty Wielkopolski oddziały nie miały żadnych szans z regularną armią. 17 maja skapitulował pod Żninem ostatni duży oddział powstańczy.